# Ptyx
Ptyx est un mot de sens inconnu employé par Stéphane Mallarmé dans le poème Sonnet allégorique de lui-même, appelé aussi, dans une autre version,  Sonnet en X, publié dans le recueil Vers et prose : morceaux choisis.
Ce terme n'apparaît qu'une seule fois dans l'œuvre de Mallarmé. À ce titre, il est souvent mentionné comme exemple d'hapax.
Les commentateurs en ont longtemps cherché le sens avant la découverte, dans la correspondance du poète, d'un texte qui résout la question :
« 
Enfin, comme il se pourrait toutefois que, rythmé par le hamac, […] je fisse un sonnet, et que je n'ai que trois rimes en ix, concertez-vous pour m'envoyer le sens réel du mot ptyx, ou m'assurer qu'il n'existe dans aucune langue, ce que je préférerais de beaucoup afin de me donner le charme de le créer par la magie de la rime. […] je vous en supplie avec l'impatience « d'un poëte en quête d'une rime »
 »
— Stéphane Mallarmé, À Eugène Lefébure, 3 mai 1868 - In : Œuvres complètes ; éd. par Bertrand Marchal ; t. I - Gallimard, Paris, 2003 ; p. 728 sq.